# Estadi Auguste Bonal
L'Estadi Auguste Bonal és un estadi de futbol a la ciutat de Montbéliard (França) usat pel FC Sochaux des del 1931. La remodelació de l'any 2000 el va deixar amb unes vint mil places cobertes a prop del terreny de joc (en eliminar la pista d'atletisme), l'estadi Bonal ofereix des d'aleshores totes les garanties de confort i seguretat per als espectadors. La peculiaritat radica en la seva gespa, amb calefacció i semi-sintètica, que ofereix les millors condicions de joc sigui quin sigui el clima. Els aficionats han respost massivament, independentment del nivell del rival, cosa que demostra que la comoditat i la seguretat són les dues pedres angulars del modern estadi. L'estrena de l'estadi després de la remodelació va ser el 22 de juliol de l'any 2000 a la Supercopa de França entre el FC Nantes i l'AS Mònaco. El rècord d'assistència del nou estadi és de 19.990 espectadors davant l'Olympique de Marsella en una jornada de la Ligue 1 del 2 de desembre de 2006.